# Bát thập chủng hảo
Bát thập chủng hảo tiếng Việt Tám mươi vẻ đẹp (zh. bāshízhǒng hăo 八十種好, sa. aśīty-anuvyañjanāni, ja. hachijisshu gō, bo. dpe byed bzang po brgyad bcu དཔེ་བྱེད་བཟང་པོ་བརྒྱད་བཅུ་), cũng được gọi là Bát thập tùy hảo (八十隨好), Bát thập tùy hình hảo (八十隨形好), Bát thập vi diệu chủng hảo (八十微妙種好), Bát thập chủng tiểu tướng (八十種小相), Chúng hảo bát thập chương (眾好八十章). Là tám mươi vẻ đẹp phụ trên thân của một vị Phật. Tương truyền các tướng tốt nầy cần phải tu hành một trăm đại kiếp mới đạt được. Bản liệt kê 80 vẻ đẹp nầy không thấy ghi trong các kinh văn nguyên thủy, nhưng rất thường thấy đề cập trong tiểu sử của Phật và các kinh văn Đại thừa. Có thể nó xuất xứ từ các đại biểu của Thuyết nhất thiết hữu bộ, nhưng nó lại được sử dụng thường xuyên trong văn học Đại thừa.
Kinh văn đầu tiên liệt kê đầy đủ 80 vẻ đẹp có lẽ được tìm thấy trong Phật bản hạnh tập kinh (zh. 佛本行集經, sa. abhiniṣkramaṇa-sūtra), là bản ghi lịch sử đức Phật trọn vẹn nhất trong Hán tạng. Dưới đây là bản liệt kê 80 vẻ đẹp bằng tiếng Hán trong Phật Quang đại từ điển (đã được dịch):

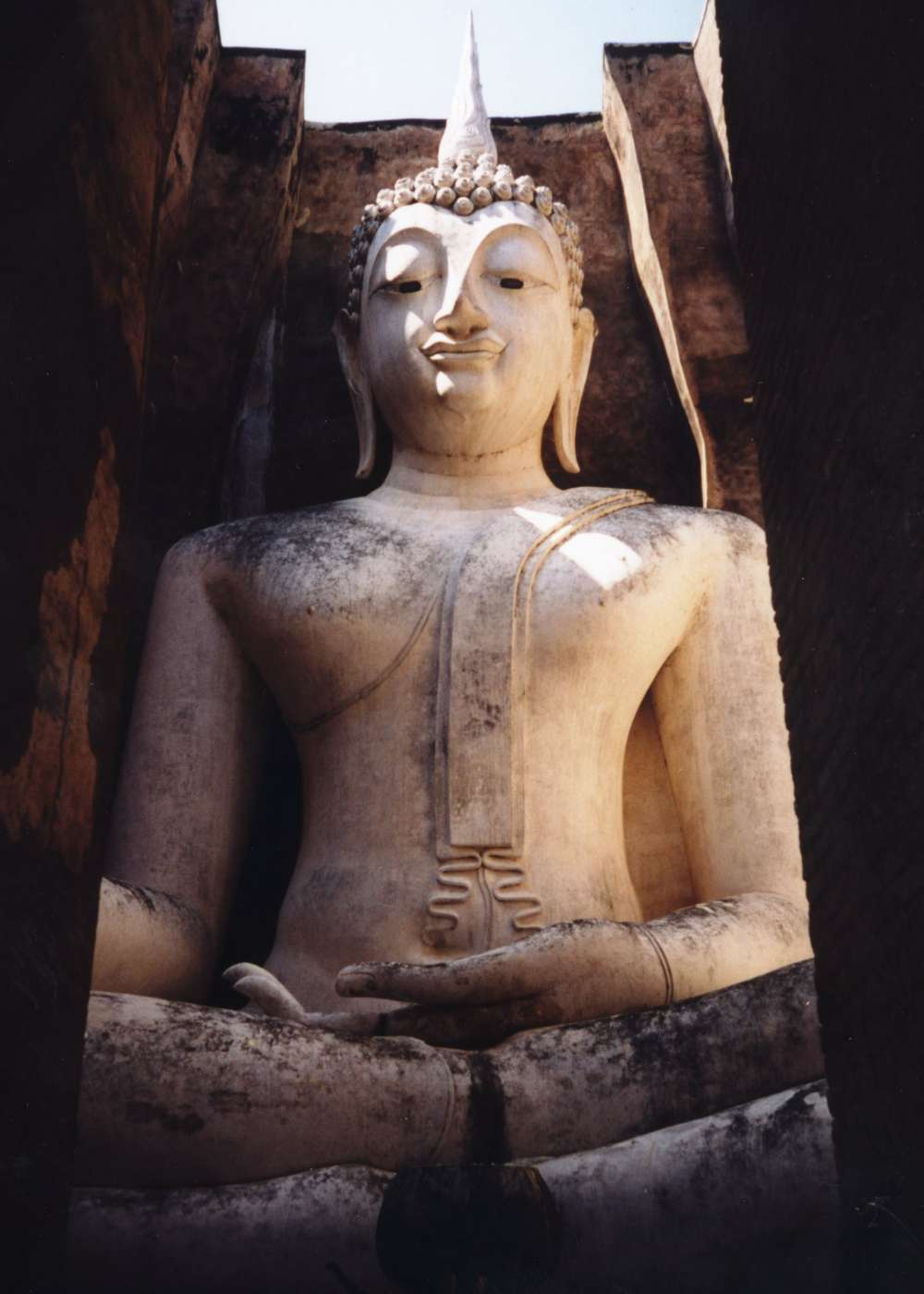
Hình tượng Phật ở Thái Lan có nhiều nét đẹp của phật được hiểu theo kiểu người xứ Thái và tạc thành tượng.

1. Móng tay thon dài, mảnh và sáng bóng;
2. Ngón tay, ngón chân tròn, thon dài, mềm dịu;
3. Các ngón khi khép lại thì kín đầy;
4. Tay chân sáng bóng, tươi hồng;
5. Hai mắt cá chân ẩn kín;
6. Hành bộ trực tiến, uy nghi hoà mục như long tượng vương (行歩直進，威儀和穆如龍象王): dáng di hướng thẳng phía trước, uy nghi khoan thai như rồng chúa, voi chúa;
7. Hành bộ uy dung tề túc như sư tử vương (行歩威容齊肅如獅子王): Dáng đi oai vệ như sư tử chúa;
8. Hành bộ an bình do như ngưu vương (行歩安平猶如牛王): Dáng đi bình thản như trâu chúa;
9. Tiến chỉ nghi nhã uyển như nga vương (進止儀雅宛如鵝王): Phong thái tiến, dừng thanh nhã, uyển chuyển như ngỗng chúa;
10. Hồi cố tất giai hữu toàn như long tượng vương chi cử thân tùy chuyển (迴顧必皆右旋如龍象王之舉身隨轉): Quay nhìn đều theo bên phải như voi chúa nhấc mình để di chuyển;
11. Chi tiết quân vân viên diệu (肢節均勻圓妙): Các khớp tay chân đều tròn và đẹp;
12. Cốt tiết giao kết do nhược long bàn (骨節交結猶若龍盤): Các đốt xương liên kết nhau như rồng cuốn;
13. Tất luân viên mãn (膝輪圓滿): Đầu gối tròn đầy;
14. Ẩn xứ chi văn diệu hảo thanh tịnh (隱處之紋妙好清淨): Chỗ ẩn vân tốt đẹp và thanh tịnh;
15. Thân chi nhuận hoạt khiết tịnh (身肢潤滑潔淨): Thân và tay chân tươi nhuận, trơn láng, thanh tịnh;
16. Thân dung đôn túc vô uý (身容敦肅無畏): Phong thái đôn hậu, vô uý;
17. Thân chi kiện tráng (身肢健壯): Thân thể tráng kiện;
18. Thân thể an khang viên mãn (身體安康圓滿);
19. Thân tướng do như tiên vương, chu táp đoan nghiêm quang tịnh (身相猶如仙王，周匝端嚴光淨): Thân tướng như tiên chúa, toàn thân đoan nghiêm sáng sạch;
20. Thân chi chu táp viên quang, đản tự nhiên diệu (身之周匝圓光，恒自照耀): Có hào quang thường chiếu sáng quanh thân;
21. Phúc hình phương chính, trang nghiêm (腹形方正、莊嚴): Bụng vuông vức, trang nghiêm;
22. Tề thâm hữu toàn (臍深右旋): Rốn sâu, xoay về hướng phải;
23. Tề hậu bất ao bất đột (臍厚不凹不凸): Rốn đầy, không lõm không lồi;
24. Bì phu vô giới tiển (皮膚無疥癬): Da không ghẻ lác;
25. Thủ chưởng nhu nhuyến, túc hạ an bình (手掌柔軟，足下安平): Bàn tay mềm mại, lòng bàn chân bằng phẳng;
26. Thủ văn thâm trường minh trực (手紋深長明直): Chỉ tay sâu, dày, rõ ràng;
27. Thần sắc quang nhuận đan huy (唇色光潤丹暉): Môi đỏ thắm, sáng và tươi nhuần;
28. Diện môn bất trường bất đoản, bất đại bất tiểu như lượng đoan nghiêm (面門不長不短，不大不小如量端嚴): Mặt không dài không ngắn, không lớn không nhỏ, vừa vặn, đoan nghiêm;
29. Thiệt tướng nhu nhuyễn quảng trường (舌相軟薄廣長): Lưỡi mềm, dài, rộng;
30. Thanh âm uy viễn thanh triệt (聲音威遠清澈): Tiếng nói oai hùng, vang xa, trong suốt;
31. Thanh vận mĩ diệu như thâm cốc hưởng (音韻美妙如深谷響): Âm vận hay đẹp như tiếng vang nơi hang sâu;
32. Tỉ cao thả trực, kì khổng bất hiện (鼻高且直，其孔不現): Mũi cao và thẳng, lỗ mũi kín;
33. Xỉ phương chỉnh tiên bạch (齒方整鮮白): Răng đều đặn, trắng đẹp;
34. Nha viên bạch quang khiết phong lợi (牙圓白光潔鋒利): Răng trắng tròn, sáng sạch, bén nhọn;
35. Nhãn tịnh thanh bạch phân minh (眼淨青白分明): Mắt trong, lòng đen lòng trắng phân minh;
36. Nhãn tướng tu quảng (眼相脩廣): Mắt dài rộng;
37. Nhãn tiệp tề chỉnh trù mật (眼睫齊整稠密): Lông mi đều và dày;
38. Song mi trường nhi tế nhuyễn (雙眉長而細軟): Lông mày dài và mịn;
39. Song mi trình cam lưu li sắc (雙眉呈紺琉璃色): Lông mày xanh biếc như lưu li;
40. Mi cao hiển hình như sơ nguyệt (眉高顯形如初月): Lông mày cách xa mắt và cong như trăng lưỡi liềm;
41. Nhĩ hậu quảng đại tu trường luân đoá thành tựu (耳厚廣大脩長輪埵成就): Vành tai rộng, đoá tai dài thòng xuống;
42. Lưỡng nhĩ tề bình, li chúng quá thất (兩耳齊平，離衆過失): Hai vành tai bằng nhau, không có sai khuyết;
43. Dung nghi linh kiến giả giai sinh ái kính (容儀令見者皆生愛敬): Phong cách uy nghi, khiến người thấy liền sinh kính mến;
44. Tảng quảng bình chính (額廣平正): Trán rộng, bằng phẳng;
45. Thân uy nghiêm cụ túc (身威嚴具足): Thân đầy đủ tướng oai nghiêm;
46. Phát tu trường cam thanh, mật nhi bất bạch (髮脩長紺青，密而不白): Tóc dài xanh biếc, dày mà không bạc;
47. Phát hương khiết tế nhuận (髮 香 潔 細 潤): Tóc mịn, toả hương thanh khiết;
48. Phát tề bất giao tạp (髮齊不交雜): Tóc ngay ngắn không rối;
49. Phát bất đoạn lạc (髮不斷落): Tóc không đứt rụng;
50. Phát quang hoạt thù diệu, trần cấu bất trước (髮光滑殊妙，塵垢不著): Tóc trơn bóng, bụi không dính;
51. Thân thể kiên cố sung thật (身體堅固充實): Thân thể vững chắc đầy đặn;
52. Thân thể trường đại đoan trực (身體長大端直): Thân thể cao lớn đoan chính;
53. Chư khiếu thanh tịnh viên hảo (諸竅清淨圓好): Các huyệt thanh tịnh tròn đẹp;
54. Thân lực thù thắng vô dư đẳng giả (身力殊勝無與等者): Sức mạnh thù thắng, không ai sánh bằng;
55. Thân tướng chúng sở lạc quán (身相衆所樂觀): Thân tướng được mọi người ưa nhìn;
56. Diện như thu mãn nguyệt (面如秋滿月): Khuôn mặt như trăng tròn mùa thu;
57. Nhan mạo thư thái (顏貌舒泰): Vẻ mặt thư thái;
58. Diện mạo quang trạch vô hữu tần xúc (面貌光澤無有顰蹙): Gương mặt sáng bóng không vết nhăn;
59. Thân bì thanh tịnh vô cấu, thường vô xú uế (身皮清淨無垢，常無臭穢): Da sạch không cáu ghét, thường không có mùi hôi;
60. Chư mao khổng thường xuất diệu hương (諸毛孔常出妙香): Các lỗ chân lông thường toả hương thơm;
61. Diện môn thường xuất tối thù thắng hương (面門常出最上殊勝香): Diện môn thường toả mùi hương thù thắng;
62. Tướng chu viên diệu hảo (相周圓妙好): Tướng tròn đầy tốt đẹp;
63. Thân mao cam thanh quang tịnh (身毛紺青光淨): Lông trên mình xanh biếc sạch sẽ;
64. Pháp âm tùy chúng, ứng hiện vô sai (法音隨衆，應理無差): Pháp âm tùy theo đại chúng mà ứng hiện, bình đẳng không sai biệt;
65. Đỉnh tướng vô năng kiến giả (頂相無能見者): Tướng đỉnh đầu không ai thấy được;
66. Thủ túc chỉ cương phân minh (手足指網分明): Đường vân của ngón tay, ngón chân phân minh;
67. Hành thời kì túc li địa (行時其足離地): Khi đi, hai chân đều cách mặt đất;
68. Tự trì bất thị tha vệ (自持不待他衛): Tự giữ gìn, không nhờ người khác hộ vệ;
69. Uy đức nhiếp nhất thiết (威德攝一切): Uy đức nhiếp phục hết thảy;
70. Âm thanh bất ti bất kháng, tùy chúng sinh ý (音聲不卑不亢，隨衆生意): Thanh âm nói ra không thấp không cao, vừa sự tiếp thu của chúng sinh;
71. Tùy chư hữu tình, nhạo vi thuyết pháp (隨諸有情，樂為説法): Tùy theo sự ưa thích của chúng sinh mà thuyết pháp;
72. Nhất âm diễn thuyết chính pháp, tùy hữu tình loại các linh đắc giải (一音演説正法，隨有情類各令得解): Diễn thuyết chính pháp chỉ bằng một âm thanh, tùy các loài chúng sinh nghe đều được giải thoát;
73. Thuyết pháp y thứ đệ, tuần nhân duyên (説法依次第，循因縁): Thuyết pháp theo thứ lớp, tùy nhân duyên;
74. Quán hữu tình, tán thiện huỷ ác nhi vô ái tắng (觀有情，讚善毀惡而無愛憎): Quán sát chúng sinh, khen thiện chê ác, nhưng không có tâm yêu ghét;
75. Sở vi tiên quán hậu tác, cụ túc quỹ phạm (所為先觀後作，具足軌範): Trước quan sát kĩ các việc rồi sau mới làm, tuân thủ đúng quy tắc;
76. Tướng hảo, hữu tình vô năng quán tận (相好，有情無能觀盡): Tướng tốt đẹp, chúng sinh không thể nào thấy hết được;
77. Đỉnh cốt kiên thật viên mãn (頂骨堅實圓滿): Xương đầu cứng chắc, tròn đầy;
78. Nhan dung thường thiếu bất lão (顏容常少不老): Dung nhan trẻ mãi không già;
79. Thủ túc cập hung ức tiền, câu hữu cát tường hỉ toàn đức tướng (手足及胸臆前， 倶有吉祥喜旋德相): Nơi chân tay và trước lồng ngực đều có tướng tốt cát tường hỉ (chữ Vạn 卐) xoay vần.

Phật thuyết như sau:
Tâm bố thí mà kiên định, thành kính hướng về tha nhân, không đợi chờ họ nói ra lời những gì họ mong muốn được bố thí. người phát tâm phải xét đoán biết ý cầu mong của họ và mở hết lòng rộng lớn thương kính cần cầu cung cấp cho người, không một mảy may trước tâm. bố thí như vậy, thì người đó vì, do tâm kiên định nên được thiện báo: Tay chân mềm mại, tướng hảo đoan nghiêm, tay dài tới gối, chân có luân tướng, mắt sáng răng trong v.v... và đầy đủ các tướng hảo